# Schradera grandiflora
Schradera grandiflora är en måreväxtart som beskrevs av Puff, R.Buchner och J. Greimler. Schradera grandiflora ingår i släktet Schradera och familjen måreväxter. Inga underarter finns listade i Catalogue of Life.